# Dracunculus canariensis
Dracunculus canariensis là một loài thực vật có hoa trong họ Ráy (Araceae). Loài này được Kunth mô tả khoa học đầu tiên năm 1841.

## Hình ảnh

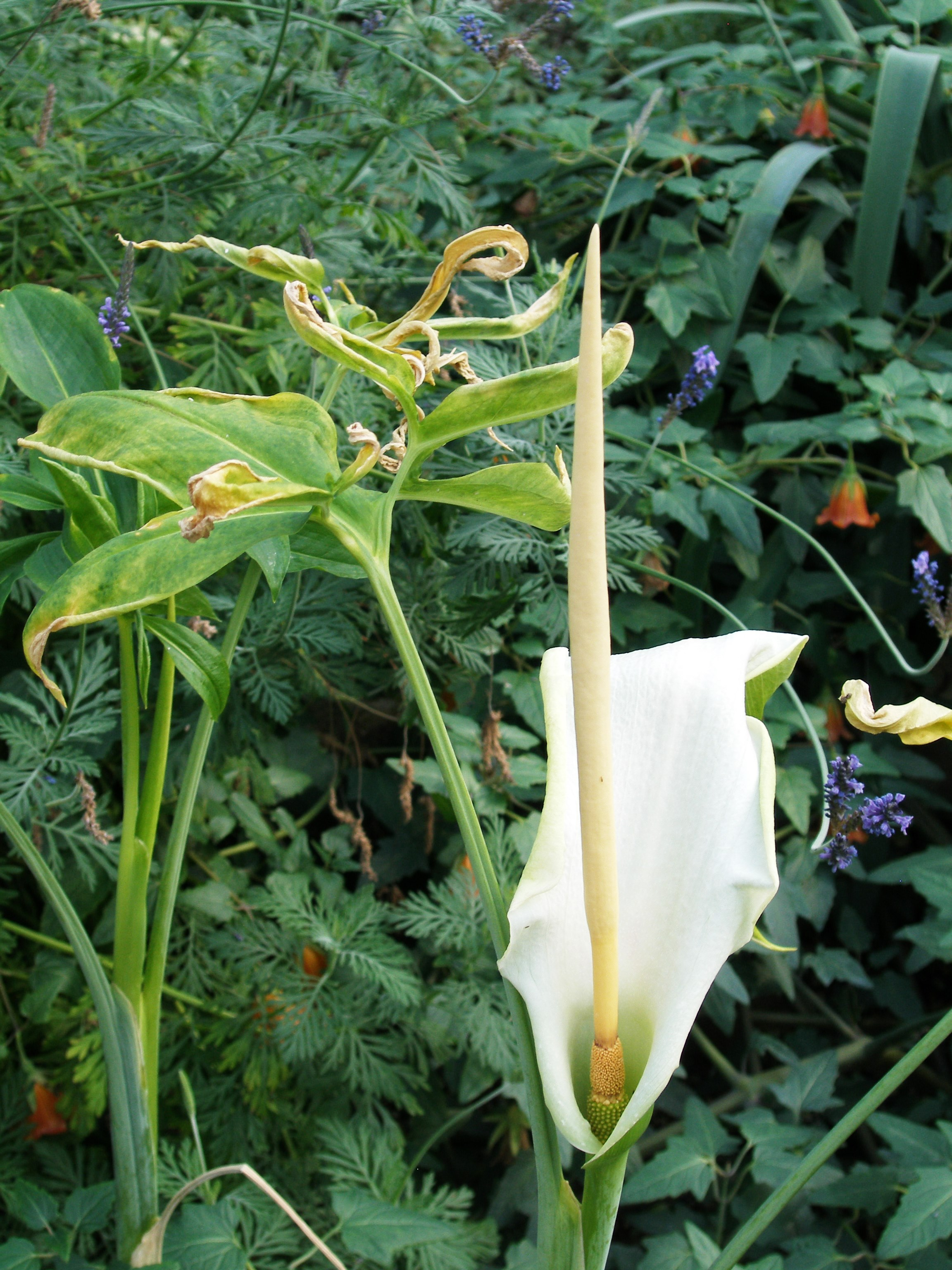
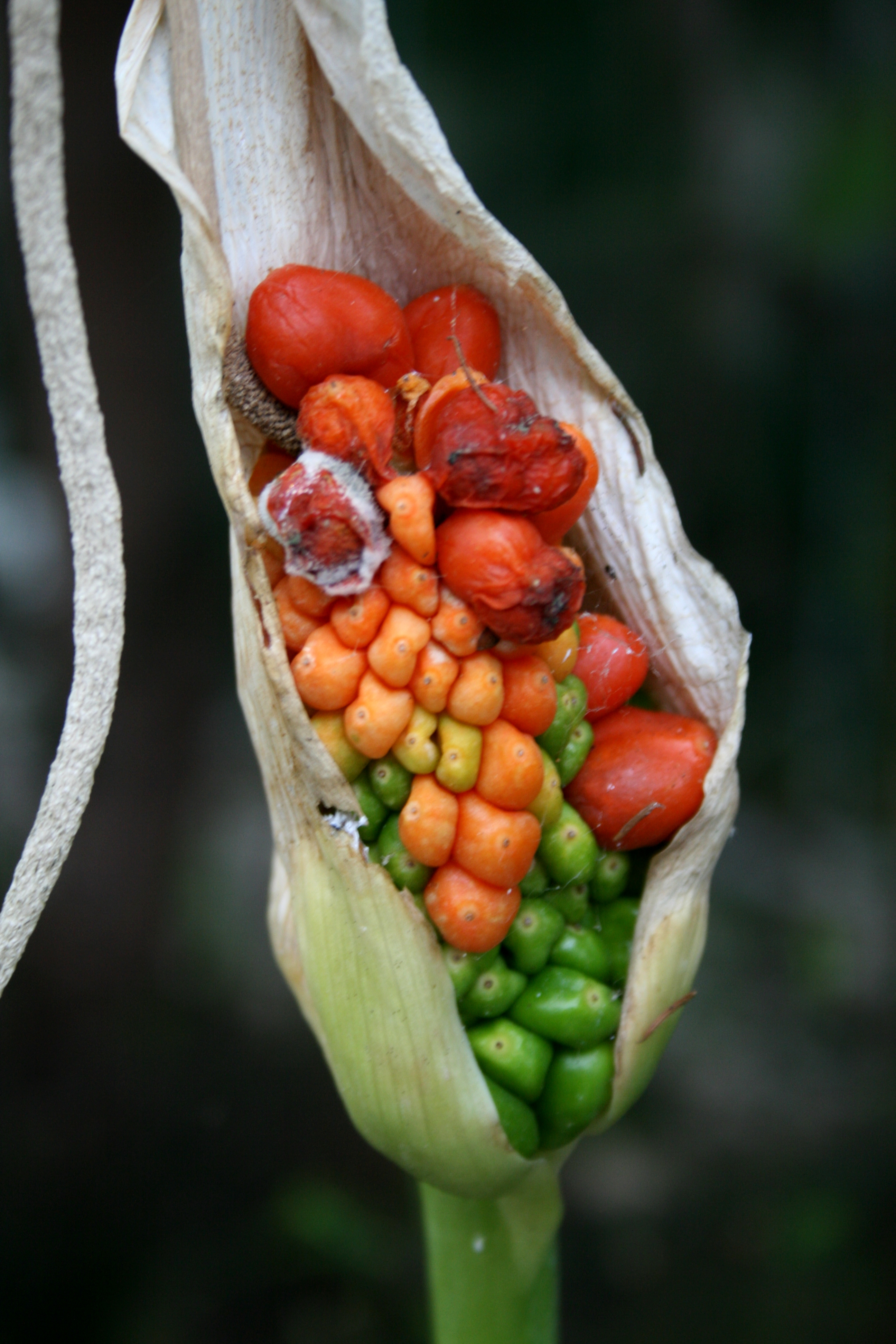
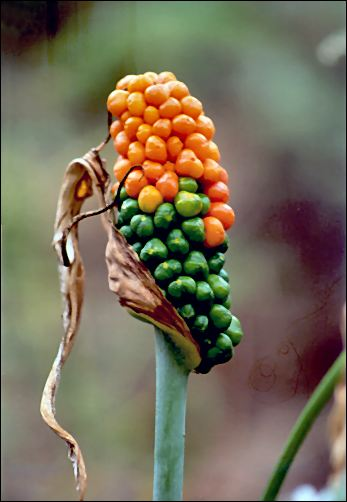